# ينتوح
يَنْتُوح (الاسم العلمي Leipoa)، جنس طيور من الشقبانية. أنواعه أثنان إحداها منقرض والآخر حي. وهي متوطنة في أستراليا.

## الأنواع
- Leipoa ocellata Gould, 1840 – طائر الكافور القزمي
- †Leipoa gallinacea (De Vis, 1888) – طائر الكافور القزمي العملاق